# Jean-Louis Akpa-Akpro
Jean-Louis Akpa-Akpro (né le 4 janvier 1985 à Toulouse) est un footballeur franco-ivoirien formé au Toulouse FC en tant qu'avant centre.

## Biographie
Depuis l'âge de 5 ans, Jean-Louis Akpa-Akpro a suivi une formation intensive dans les équipes jeunes puis au centre de formation de Toulouse. Il a joué dans toutes les équipes de jeunes avant de jouer pour la première fois dans l'équipe professionnelle en 2003. Malgré son statut de remplaçant, il a toujours été apprécié du public toulousain en tant que pur produit du centre de formation du TFC.
Il a aussi évolué à Brest puis au FC Bruxelles où il évoluait en équipe pro durant la saison 2007-2008.
Le 2 décembre 2008 il rejoint le club de Grimsby Town, club alors en League Two (quatrième division anglaise). Il quitte le club le 26 juin 2010 et signe un contrat de deux ans à Rochdale Association Football Club.
Durant l'été 2012 il s'engage pour deux ans avec le Tranmere Rovers FC.
En juillet 2014, il signe au Shrewsbury Town FC. Après une saison pleine en League Two d'un point de vue collectif et individuel, il participe activement et pleinement à la (re)montée en League One du club. La montée est officielle lors de l'avant-dernière journée sur la pelouse de Cheltenham Town FC. En effet, les Shrews l'emportent 1 - 0 grâce à un but de Jean-Louis Akpa-Akpro.
À la suite de cette promotion il prolonge d’une année son contrat dans le club du Shropshire.

À la fin de la saison 2015-2016 le club de Shrewsbury termine 20e sur 24 et premier non-reléguable de League One. Jean-Louis Akpa-Akpro prend une part active dans le maintien du club grâce à trois buts importants lors du sprint final. Ses dirigeants décident de ne pas conserver sept des joueurs en fin de contrat dont Jean-Louis Akpa-Akpro qui est alors libre de s'engager dans le club de son choix.

## Style de jeu
Doté de qualités athlétiques exceptionnelles, il a participé aux sélections pour l'équipe de France Espoirs mais a dû y renoncer à la suite d'une blessure.

## Vie privée
Ses frères, Jean-Jacques et Jean-Daniel ont également été formés au Toulouse FC. Le benjamin, Jean-Daniel, milieu de terrain, joue sous les couleurs de la Lazio Rome en Serie A depuis 2020. Jean-Jacques a joué en Division d'honneur à Fonsorbes après avoir évolué à l'US Colomiers et l'AS Tournefeuille.

## Statistiques
- 37 matchs en Ligue 1 (4 buts) ; 15 matchs en Ligue 2 (2 buts)
- 3 matchs en Jupiler Pro League (0 but)